# Louis-Gabriel Viaux
Louis-Gabriel Viaux, né le 22 décembre 1862 à Venizy (Yonne) et mort le 13 septembre 1943 à Auxerre, est un officier de marine, aquarelliste et photographe français.

## Biographie
Louis-Gabriel Viaux prépare l'École Navale au collège de Cherbourg. Admis en octobre 1879, il est élève sur le vaisseau école Borda pendant 3 ans. Il est nommé aspirant en août 1882 et participe à la campagne de Madagascar. Il est enseigne de vaisseau en 1884, lieutenant de vaisseau en 1889, capitaine de frégate en 1906. En 1918, il est adjoint au major général du port de Cherbourg, puis versé dans la réserve avec le grade de capitaine de vaisseau. Il est rayé des cadres en 1923 et finit sa vie à Auxerre. Il est fait chevalier de la Légion d'Honneur en décembre 1894, officier en  juillet 1908 et commandeur en janvier 1919.